# Rue de Tabora

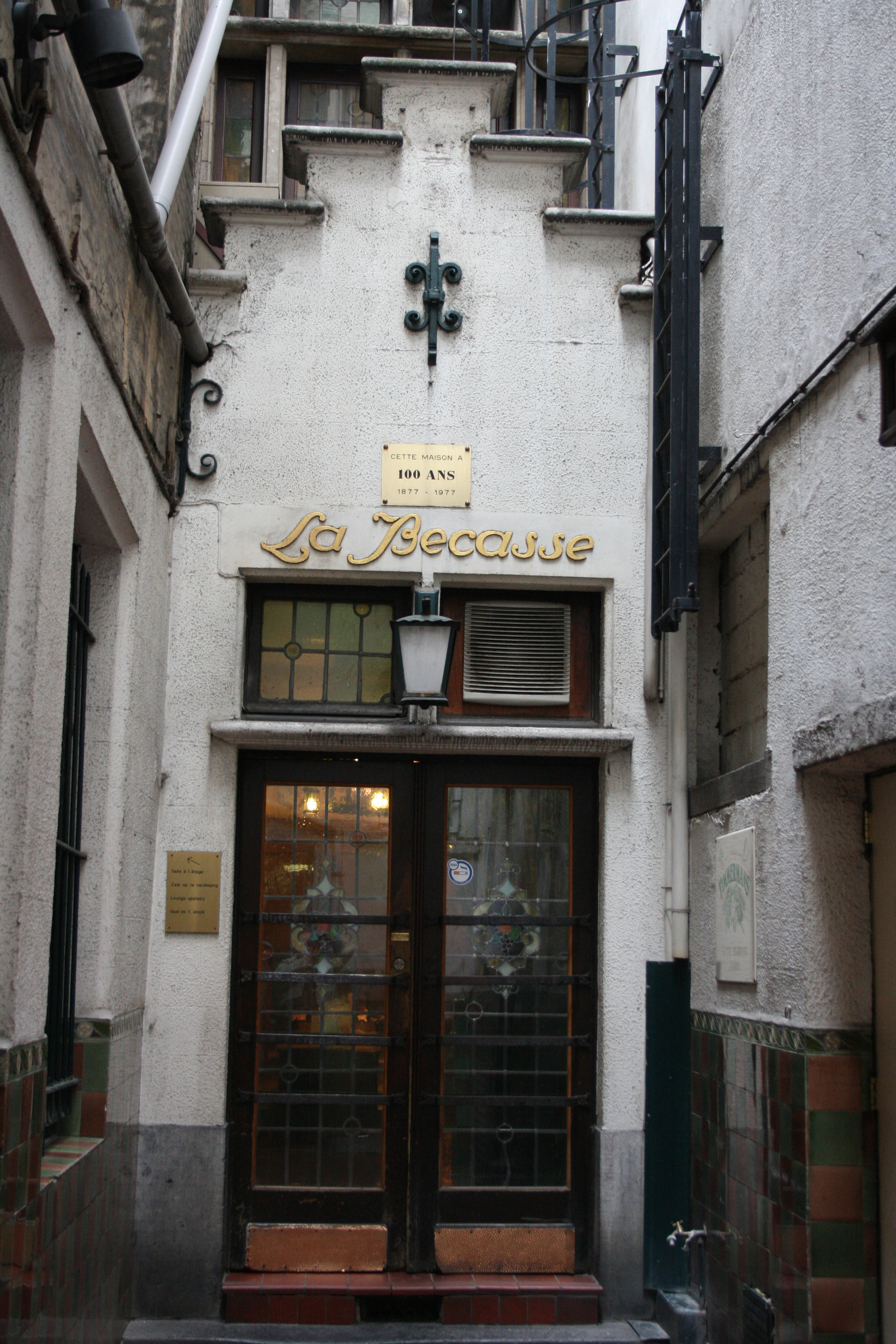
Façade de «la Bécasse»

La rue de Tabora à Bruxelles va de la rue du Marché aux Poulets à la rue de la Bourse. Elle faisait jadis partie de la rue au Beurre. Au XVIIIe siècle, elle portait le nom de rue des Trois Pucelles, qui lui venait de la fontaine «De Dry Godinnen» près de l'église Saint-Nicolas. Elle a été rebaptisée rue de Tabora après la Première Guerre mondiale afin de  commémorer la victoire remportée en 1916 à Tabora (aujourd'hui en Tanzanie) par l'armée coloniale belge, la Force publique, sur les troupes allemandes au cours de la campagne d'Afrique de l'Est. Les numéros pairs font partie de l'ensemble de maisons ceinturant l'église Saint-Nicolas. Au numéro 11, un passage mène à une façade à pignon à gradins, derrière laquelle s'abrite un célèbre café bruxellois, «La Bécasse», réputé pour son lambic.